# یواس‌اس پروتون (ای‌جی-۱۴۷)
یواس‌اس پروتون (ای‌جی-۱۴۷) (به انگلیسی: USS Proton (AG-147)) یک کشتی بود که طول آن 328' بود. این کشتی در سال ۱۹۴۵ ساخته شد.